# Orientocoluber spinalis
Orientocoluber spinalis (Syn.: Hierophis spinalis, Coluber spinalis, Zamenis spinalis) ist eine ungiftige Schlange aus der Familie der Nattern, genauer, der Unterfamilie der Land- und Baumnattern. Sie ist der einzige Vertreter ihrer Gattung Orientocoluber (monotypisch).

## Merkmale
Orientocoluber spinalis kann 90 Zentimeter lang werden bei einer Schwanzlänge von 24 Zentimetern und ist damit deutlich kleiner als ihre europäischen Verwandten der Gattung Hierophis. Sie ist hellbraun gefärbt und hat drei auffällige, gelblich weiße Streifen entlang des Körpers. Der Streifen auf der Körpermitte führt, auf Höhe der Augen beginnend (an der Frontalen), an der mittleren Rückenschuppenreihe entlang und endet an der Schwanzspitze. Vor und hinter dem Auge befindet sich ein weißer Fleck mit rotbraunem Rand. Auch die Unterseite ist hell, wobei nur die Kopfunterseite gelblich weiß ist. An der Oberlippe schließt sich wiederum ein dunkler rotbrauner Rand an. Der Bauch ist ocker bis bräunlich orange. Typisch sind auch die braunen Längsstriche am Rand des Bauches.
Vor dem Auge sitzt eine Präokulare sowie – wie auch bei jeder Schlange der Gattung Hierophis – eine kleine Präsubokulare direkt darunter, hinter dem Auge sitzen zwei Postokulare an die sich zwei bis drei Temporale anschließen. Von den acht oder selten neun Oberlippenschilde grenzen die dritte, vierte und fünfte direkt ans Auge an. Die Anzahl der Unterlippenschilde liegt zwischen neun und elf.
Die Körperschuppen sind nicht gekielt. Am Nacken hat Orientocoluber spinalis 17–19 Rückenschuppenreihen, auf Höhe der letzten der 180–205 Bauchschuppen sind es noch 15 Rückenschuppenreihen, wobei sich die Anzahl der Rückenschuppenreihen zunächst auf Höhe der neunten Bauchschuppe um zwei verringert, indem die dritte und vierte Reihe verschmilzt. Die zweite Reduktion, von 17 auf 15 Reihen, erfolgt rechts auf Höhe der 123. Bauchschuppe und links auf Höhe der 124. Bauchschuppe. Auch hier vereinigen sich die dritte und vierte Rückenschuppenreihe. Die nahe verwandten Gelbgrüne Zornnatter und Balkan-Zornnatter haben dagegen 21 Rückenschuppenreihen am Nacken. Auch bei diesen reduzieren sich die Rückenschuppenreihen stets seitlich, also nicht, wie bei einigen anderen Land- und Baumnattern, an der mittleren Rückenschuppenreihe (Vertebralia). Der einzige Geschlechtsdimorphismus liegt bei dieser Art in der größeren Anzahl an Bauchschuppen bei den Weibchen.
Orientocoluber spinalis hat eine geteilte Analschuppe und anschließend zwischen 85 und 102 Schwanzschuppen (Scutum caudale). Der Hemipenis hat einen vergrößerten, basalen Dorn.

## Lebensweise
Orientocoluber spinalis lebt auf sandigen Böden mit buschigem Bewuchs an Berghängen oder hochgelegenen Tälern in Wüsten und ariden Steppen. Sie ernähren sich hauptsächlich von Eidechsen und Mäusen, jedoch wurden auch andere Schlangen wie beispielsweise Hebius vibakari auf Oeyon-do als Nahrung beobachtet.
Wie auch die Schlangen der Gattung Hierophis sind sie eierlegend (ovipar). Das Gelege besteht durchschnittlich aus neun Eiern, die vor der Ablage 38 mm lang und 11 mm breit sind.

## Verbreitung
Die Art kommt in Russland, im Osten Kasachstans, im Norden Chinas (von Xinjiang im Westen bis Heilongjiang im Osten; nördlich bis Jiangsu, Shandong, Henan, Gansu, Suiyuan (Provinz), Shanxi, Hebei und Rehe), in der südlichen Mongolei sowie in Nord- und Südkorea vor.

## Systematik
Bis genetische Analysen gegenteiliges gezeigt hatten, wurde Orientocoluber spinalis wie viele andere Nattern, die sich auf die Jagd nach flinker Beute wie Eidechsen spezialisiert haben, in die Gattung der Zornnattern (Coluber) gestellt. Nachdem sich gezeigt hatte, dass die Arten der Gattung Coluber keine gemeinsame Stammform haben, wurden die Arten der alten Welt unter anderem in die Gattungen Dolichophis, Hierophis, Hemerophis, Hemorrhois und Platyceps verschoben.

## Gefährdung und Schutz
In der Roten Liste der IUCN nicht geführt ist, ist sie dennoch in bestimmten Gebieten auf Grund des Verlusts ihres Lebensraums gefährdet. So wird sie in der Roten Liste der Mongolei als gering gefährdet geführt, wobei weiter anhaltender Ressourcenabbau in ihrem Lebensraum zu einer Einstufung als gefährdet führen kann.